# Verschollenheit
Verschollenheit ist der Status einer Person, die im deutschen und österreichischen Recht gleichlautend wie folgt definiert wird:

„Verschollen ist, wessen Aufenthalt während längerer Zeit unbekannt ist, ohne daß Nachrichten darüber vorliegen, ob er in dieser Zeit noch gelebt hat oder gestorben ist, sofern nach den Umständen hierdurch ernstliche Zweifel an seinem Fortleben begründet werden.
Verschollen ist nicht, wessen Tod nach den Umständen nicht zweifelhaft ist.“

Nach dem Schweizer Recht kann auch eine Person, die ohne Nachrichten zu hinterlassen den Kontakt zu ihrem früheren Umfeld abbricht, für verschollen erklärt werden. Zweifel daran, dass die Person noch am Leben ist, sind unter Umständen nicht maßgebend.
Bei den meisten Todesfällen lässt sich die Tatsache des Todes und der Todeszeitpunkt relativ leicht feststellen. Da aus vielerlei Gründen (Witwenrente, Erbrecht, Eherecht) auch bei Ereignissen, die die Feststellung des Todes bzw. dessen Zeitpunkt nicht oder nur schwerlich ermöglichen, ein Bedürfnis für die Feststellung eines Todesfalls und einer Todeszeit besteht, haben die Gesetzgeber entsprechende Rechtsgrundlagen geschaffen:
Die Voraussetzungen für die Verschollenheitserklärung und in weiterer Folge die Todeserklärung regelt in Deutschland das Verschollenheitsgesetz (VerschG), in Österreich das Todeserklärungsgesetz (TEG), die weitgehend inhaltsgleich aus dem Gesetz über die Verschollenheit, die Todeserklärung und die Feststellung der Todeszeit vom 4. Juli 1939 übernommen wurden.
Ein Sonderfall ist im Sprachgebrauch, jedoch nicht rechtlich, die vermisste Person, deren Verschollenheit einem auslösenden Ereignis (z. B. Krieg oder Katastrophen) zugeordnet werden kann.

## Deutschland

### Voraussetzungen für eine Todeserklärung
Nach dem Verschollenheitsgesetz sind verschiedene Zeiträume abzuwarten, bevor jemand für tot erklärt werden kann:
- Allgemeine Verschollenheit: zehn Jahre ab dem Ende des Jahres, in dem das letzte Lebenszeichen erfolgte. Sehr junge Personen dürfen trotz Verstreichens dieser Frist erst nach dem Ende des Jahres, in dem sie 25 Jahre alt werden, für tot erklärt werden. Bei alten Menschen sind nur fünf Jahre abzuwarten, wenn das 80. Lebensjahr vollendet war oder in dieser Wartezeit vollendet würde. (§ 3 VerschG)
- an Kampfhandlungen beteiligte Soldaten: ein Jahr nach dem Ende des Jahres, in dem der Krieg endete (Kriegsverschollenheit) (§ 4 Abs. 1 VerschG)
- auf See, insbesondere bei Schiffsuntergang Verschollene: sechs Monate ab Untergang oder dem sonstigen die Verschollenheit begründenden Ereignis (Seeverschollenheit)  (§ 5 Abs. 1 VerschG)
- Flugzeugabsturz: drei Monate seit Absturz (Luftverschollenheit) (§ 6 VerschG)
- Sonstige Verschollenheit mit Lebensgefahr: ein Jahr ab Ende der Lebensgefahr (§ 7 VerschG)

### Antragstellung (Aufgebotsverfahren)
Antragberechtigt sind nach § 16 VerschG:
- gesetzlicher Vertreter des Verschollenen (z. B. Abwesenheitspfleger nach § 1884 BGB) mit familien- oder betreuungsgerichtlicher Genehmigung nach § 16 Abs. 3 VerschG
- Ehegatte/eingetragener Lebenspartner
- Abkömmlinge (Kinder, Enkel usw.)
- Eltern
- Staatsanwaltschaft
- jeder mit einem berechtigten Interesse an der Todeserklärung

Der Antragsteller hat seine Angaben glaubhaft zu machen (§ 18 VerschG).

### Aufgebotsverfahren
Zuständig ist das Amtsgericht des letzten Wohnsitzes oder Aufenthalts. Das Amtsgericht (zuständig ist der Rechtspfleger) führt auf Antrag das Aufgebotsverfahren nach § 15 ff. VerschG durch. Dadurch erhalten der Verschollene, sofern er noch lebt, oder andere Personen, die etwas über den Verbleib des Verschollenen wissen, Gelegenheit, sich zu melden. Das Aufgebot wird an der Gerichtstafel, im Bundesanzeiger sowie ggf. in geeigneten Tageszeitungen veröffentlicht. Es gilt der Amtsermittlungsgrundsatz.
Sofern die Aufgebotsfrist von mindestens sechs Wochen ohne Reaktion verstreicht, erlässt das Gericht den Todeserklärungsbeschluss. Auch der Beschluss ist zu veröffentlichen (§ 24 Abs. 1 S. 1 VerschG).

### Todeszeitpunkt
Als Zeitpunkt des Todes ist vom Gericht in der Todeserklärung der Zeitpunkt festzustellen, der nach dem Ergebnis der Ermittlungen der wahrscheinlichste ist, lässt sich ein solcher nicht feststellen, gelten je nach Sachverhalt verschiedene Regelungen (§ 9 VerschG).

### Überleben des Verschollenen
Sollte sich nachträglich herausstellen, dass der Verschollene die Todeserklärung überlebt hat, kann er oder die Staatsanwaltschaft die Aufhebung der Todeserklärung beantragen (§ 30 VerschG).

## Österreich
In Österreich ist die Todeserklärung nach Verschollenheit geregelt im Todeserklärungsgesetz von 1950, welches sich eng anlehnt an das deutsche Verschollenheitsgesetz. Die Fristen für eine Todeserklärung bei allgemeiner Verschollenheit, See- oder Luftverschollenheit sowie Verschollenheit im Kriege sind identisch. Zuständig für die Todeserklärung nach Verschollenheit ist das Bezirksgericht, in dessen Sprengel der Verschollene seinen letzten Aufenthalt hatte. Für österreichische Staatsbürger mit letztem Wohnsitz im Ausland ist das Bezirksgericht Innere Stadt Wien zuständig. Vom Gericht wird ein Edikt erlassen, in dem je nach den Umständen des Einzelfalles eine Frist von 6 Wochen bis zu 12 Monaten festgelegt wird. Es ergeht die Aufforderung an den Verschollenen, sich bis zum Ablauf der Ediktalfrist zu melden, widrigenfalls er für tot erklärt werden kann.

## Schweiz

### Voraussetzungen
Artikel 35 bis 38 des Schweizerischen Zivilgesetzbuches regeln die Verschollenheit. Das Schweizer Recht kennt keine Unterscheidung nach der Art der Verschollenheit. Relevant ist lediglich, ob Lebensgefahr bestand oder nicht.
Ein Jahr nachdem für eine Person Lebensgefahr bestand oder fünf Jahre nach dem letzten Lebenszeichen (das Gesetz spricht hier von „Nachricht“), kann ein Antrag auf Verschollenheitserklärung eingereicht werden.
Der Antrag auf Verschollenheitserklärung muss am zuletzt bekannten Wohnsitz der betreffenden Person eingereicht werden (Art. 21 ZPO).

### Verfahren und Wirkung
Danach wird mindestens ein Jahr lang über öffentliche Aufrufe die vermisste Person – oder Personen, die über die vermisste Person Auskunft geben könnten – gesucht. Trifft in dieser Zeit ein Lebenszeichen ein, oder wird der Tod der Person bestätigt, verfällt der Antrag. Andernfalls wird die vermisste Person für verschollen erklärt.
Die Verschollenheit der Person hat dieselben zivilrechtlichen Wirkungen wie der Tod der betreffenden Person. Seit dem 1. Januar 2000 gelten verheiratete Personen als geschieden – nicht verwitwet – wenn einer der Ehepartner verschollen ist.
Die Verschollenheitserklärung ist rückwirkend auf den Zeitpunkt, in welchem die Lebensgefahr bestand beziehungsweise auf den Zeitpunkt, in welchem das letzte Lebenszeichen eingetroffen ist; die Ehe der betreffenden Person wird jedoch erst am Datum der Verschollenheitserklärung aufgelöst.

### Erbrecht
Für die Möglichkeit, dass die verschollene Person wieder lebendig auftaucht, müssen Erben eine Sicherheit leisten. Erst dann können sie einen Erbschein beantragen. Diese Sicherheit muss im Falle einer Lebensgefahr für den Verschollenen fünf Jahre lang bereitgehalten werden; im Fall einer nachrichtenlosen Abwesenheit sogar für fünfzehn Jahre. Die Fünfjahresfrist läuft ab Auslieferung der Erbschaft an die Erben; die Fünfzehnjahres-Frist ab dem Zeitpunkt des letzten Lebenszeichens. In keinem Fall dauert diese Sicherstellungsfrist länger als bis zu dem Tag, an dem der Verschollene hundert Jahre alt geworden wäre (Art. 546 ZGB).
Verfügt der Erbe nicht über genügend Vermögen für die Sicherheitsleistung und kann er keinen Bürgen aufbieten, wird bis zum Verstreichen der Sicherstellungsfrist eine Erbschaftsverwaltung angeordnet (Art. 554 ZGB).

### Internationale Fälle
Wenn der letzte bekannte Wohnsitz der Person in der Schweiz lag, wenn der letzte Wohnsitz gänzlich unbekannt ist oder wenn ein „schützenswertes Interesse“ vorliegt (wie zum Beispiel Vermögenswerte innerhalb der Schweiz) sind die Behörden der Schweiz zuständig (Art. 41 IPRG).
Ausländische Verschollenheitserklärungen sind in der Schweiz gültig, wenn sie im Staat des letzten bekannten Wohnsitzes ergangen sind, oder wenn sie durch den Heimatstaat der betreffenden Person ausgefertigt wurden (Art. 42 IPRG).

## Liechtenstein
Die Todeserklärung ist in Artikel 54 bis 57 des Personen- und Gesellschaftsrechts, die den Schweizer Bestimmungen ähneln, geregelt.

## Etymologie
Der Begriff „Verschollenheit“ stammt vom 2. Partizip des heute selten gebrauchten Verbs „verschallen“ („aufhören zu schallen“, Verklingen eines Tons, Abklingen).

## Rezeption im Kino
Auch Hollywood nahm sich des Themas Verschollenheit mehrfach in humoristischer Form an. Im Spielfilm Eine zuviel im Bett aus dem Jahre 1963 mit Doris Day und James Garner in den Hauptrollen spielt Day eine bei einem Flugzeugabsturz verschollene Frau, die vor der Wiederverheiratung des Mannes für tot erklärt wurde, jedoch plötzlich wieder auftaucht. Der mehrfach verfilmte Roman Der scharlachrote Buchstabe handelt von einer Frau, die die Beziehung zu ihrem Geliebten nicht öffentlich machen kann, weil ihr verschollener Mann noch nicht für tot erklärt werden kann.